# Unni Lindell
Unni Maria Lindell född 3 april 1957 i Oslo, är en norsk författare, frilansjournalist och översättare.

## Biografi
Lindell är utbildad journalist, och har arbetat som frilansare. 1986 debuterade hon med ungdomsromanen Den grønne dagen. Efter det har hon givit ut en diktsamling, ett antal kriminalromaner, noveller, humorböcker samt barn- och ungdomslitteratur. Mest känd är hon nog för de tio kriminalromanerna med Cato Isaksen och den första om polisinspektör Marian Dahle, Där Satan har sin tron. Hennes böcker är översatta till mer än 20 språk. Några böcker har filmatiserats för TV.
Tillsammans med Mark Levengood har hon skrivit böckerna  Gamla tanter lägger inte ägg och Gud som haver barnen kär har du någon ull. 
Hon bor i Oslo tillsammans med sin man Per Christian.